# 萬麗海景酒店

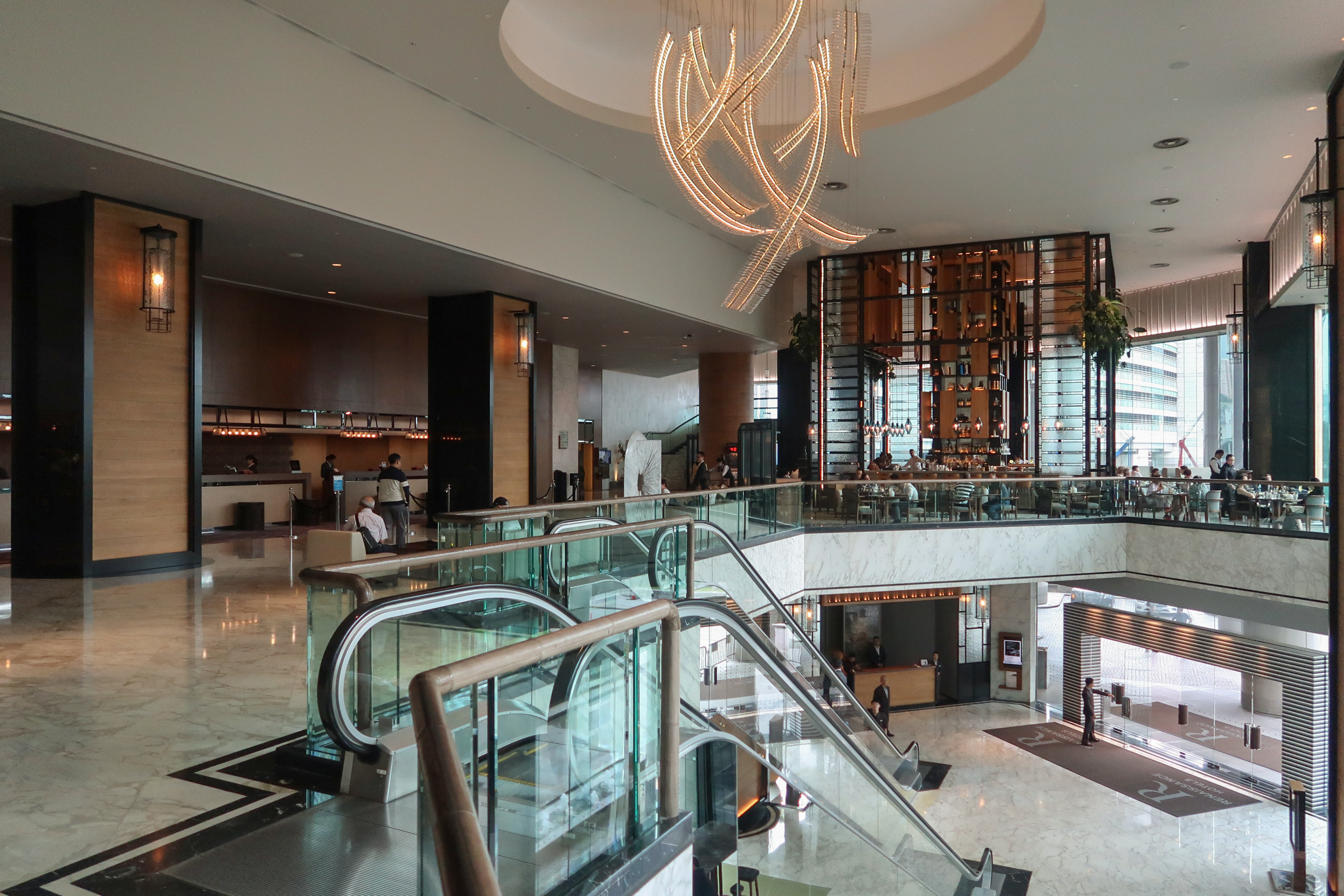
萬麗海景酒店大堂

香港萬麗海景酒店（英語：Renaissance Harbour View Hotel Hong Kong）是香港一座五星級酒店，位處香港島灣仔港灣道1號，香港會議展覽中心上蓋，港鐵會展站緊鄰酒店邊上。酒店樓高42層，設857間客房，於1989年開幕。酒店原名為新世界海景酒店，1998年改由萬豪酒店集團（Marriott）管理，易名新世界萬麗海景酒店，2006年改為現名。
2015年4月新世界集團將旗下香港萬麗海景、君悅香港（Grand Hyatt Hong Kong）及凱悅香港（Hyatt Regency Hong Kong）酒店，共3間酒店的一半股權，出售給阿布扎比投資局（ADIA），成功套現185億元。

## 酒店設施
酒店平台設全港最大室外溫水泳池，室內設健身中心。其地設施包括13間會議室和商務中心。

## 餐廳
酒店設粵菜「滿福樓」，也可於「萬麗咖啡廳」享用國際美食，或者在Mirage Bar & Restaurant一邊欣賞現場演奏，一邊小酌芬芳雞尾酒。

## 交通
酒店鄰近灣仔碼頭，步行往港鐵會展站亦只須5分鐘。

## 參看
- 香港酒店列表
- 香港JW萬豪酒店
- 九龍萬麗酒店

## 外部連結
- 香港萬麗海景酒店 （页面存档备份，存于）